# Нестеренко, Юрий Владимирович
Юрий Владимирович Нестеренко (род. 18 мая 1956, Харьков) — советский футболист, защитник, российский футбольный тренер.

## Биография
Юрий Владимирович Нестеренко родился 18 мая 1956 года в городе Харькове Харьковской области Украинской ССР, ныне Украина.
В качестве игрока выступал в первой и второй лигах первенства СССР за «Металлист» (Харьков), «Салют» (Белгород), «Звезду» (Пермь). Также играл за «Колос» (Полтава). В 22-летнем возрасте завершил выступления на уровне команд мастеров.
После окончания игровой карьеры несколько лет работал тренером в ДЮСШ «Звезда» (Пермь), а также с командой КФК «Энергия» (Чайковский). В 1982 году закончил Пермский государственный педагогический институт по специальности «Физическое воспитание» (кваликация — учитель физической культуры средней школы), позже — Высшую школу тренеров.
Тренерскую работу с профессиональными командами начал в 1992 году в «Торпедо» (Сочи/Адлер). В 1994 году вошёл в тренерский штаб сочинской «Жемчужины», будучи помощником Арсена Найдёнова. Осенью 1997 года, когда Найдёнову делали операцию на сердце, Нестеренко в течение нескольких месяцев исполнял обязанности главного тренера команды. При нём «Жемчужина» растеряла добытые в первом круге позиции и опустилась из верхней половины таблицы в нижнюю, но смогла удержаться в высшем дивизионе. В январе 1998 года тренерский штаб Найдёнова и Нестеренко был отправлен в отставку, но позднее они снова работали в клубе в 2000 и 2003 годах.
В 2001 году Нестеренко возобновил самостоятельную тренерскую карьеру и возглавил кемеровский «Кузбасс-Динамо», команда заняла четвёртое место в зональном турнире второго дивизиона. В 2002 году работал с ногинским «Автомобилистом», а в 2004 году — с курганским «Тоболом».
В 2005 году ассистировал Найдёнову в ростовском СКА, а в 2006—2007 годах вернулся в «Кузбасс-Динамо», где работал в должности начальника команды, в том числе в 2007 году — в любительской лиге.
В 2008 году возглавил возрождённую «Жемчужину-Сочи», но старт не задался — 2 победы в 11 матчах, после чего тренер подал в отставку. Затем работал с аутсайдерами зоны «Юг» второго дивизиона — клубами «Кавказтрансгаз-2005» и «Таганрог».
В 2014 году возглавлял рубцовское «Торпедо» в ЛФЛ.
После не удачного выступления Рубцовской команды в сезоне 2022 года,вновь был приглашен на работу в качестве гл.тренера  Рубцовского «Торпедо» в сезоне 2023 года.
В настоящее время работает тренером отделения футбола спортивной школы «Рубцовск», имеет тренерскую лицензию «B».

## Личная жизнь
Женат
Трое детей — дочь Нестеренко Александра Юрьевна (место рождения город Сочи) и два сына Нестеренко Максим Юрьевич (место рождения город Пермь) Нестеренко Сергей Юрьевич (место рождения город Пермь)